# Štítary (Kolín)
Štítary jsou vesnice a část města Kolín v okrese Kolín ve Středočeském kraji. Štítary leží v katastrálním území Štítary u Kolína o rozloze 2,33 km².

## Historie

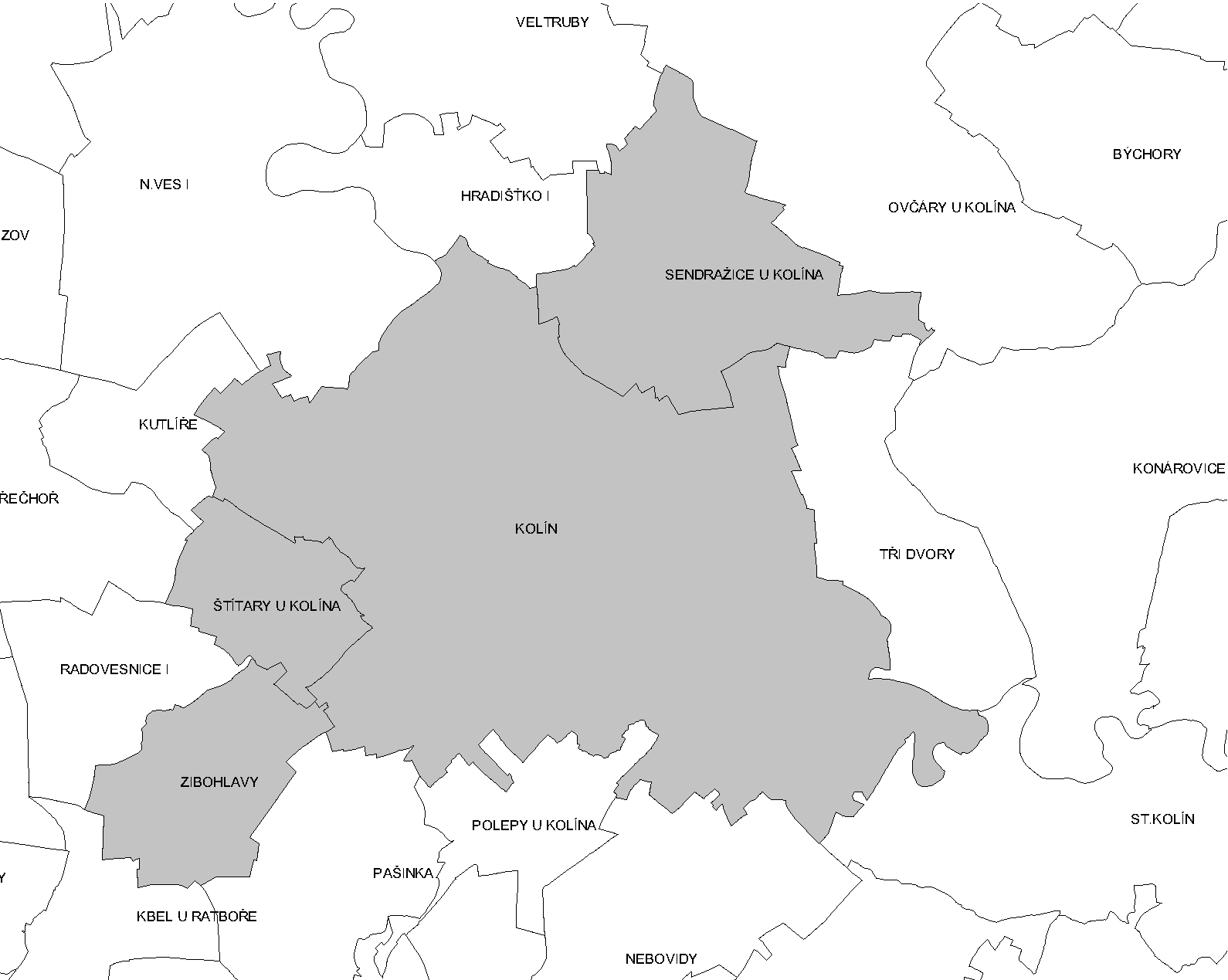
Katastrální území Kolína

Štítary se poprvé připomínají v roce 1088 jako majetek vyšehradské kapituly, které náležely ještě v roce 1222. Po vzniku města Kolína připadly Štítary kolínským rychtářům. Poprvé je jejich majetek ve Štítarech doložen v roce 1327. V průběhu 14. století se vystřídala v držení Štítar řada kolínských měšťanů. Za husitských válek se Štítar zmocnil Mikuláš z Lapače a v roce 1439 poručníci jeho sirotků Ondřej Keřský a Matěj ze Zibohlav prodali Štítary tehdejšímu zástavnímu držiteli Kolína Bedřichovi ze Strážnice. Tehdy zbyl ze Štítar již jen dvůr, stojící východně od vsi, která zanikla zřejmě za husitských válek (tato zaniklá ves nestávala přímo v místech dnešní vsi, ale 1 km západně od ní v poloze Na starých Štitarech). Bedřich ze Strážnice postoupil ještě v roce 1439 dvůr Štítary svému bratrovi Šimonovi ze Strážnice (zemřel v roce 1461), který se stal předkem zemanů Štítarských ze Štítar.
Ve vsi Štítary (tehdy samostatná ves s 380 obyvateli se až později stala součástí Kolína) byly v roce 1932 evidovány tyto živnosti a obchody: cukrář, obecní elektrárna, 2 hostince, kovář, 11 rolníků, 2 sadaři, obchod se smíšeným zbožím, spořitelní a záložní spolek pro Štítary, trafika.

## Archeologické naleziště
Za dosud nejasných okolností (zřejmě v roce 1895) objevil A. Formánek, spolupracovník Josefa Ladislava Píče, kostrový dvojhrob z pozdní doby bronzové. Jedná se o nejvýznamnější nález z pozdní doby bronzové v Čechách, neboť pochování dvou osob v jednom hrobě bylo v době bronzové naprosto neobvyklé a nález šestnácti keramických nádob byl natolik originální, že byla podle jejich tvaru pojmenována celá, tzv. štítarská kultura spadající do období 950–800 let př. n. l.
Štítarská kultura (950/920 až 800 př. n. l.) je nazvána podle nálezu souboru keramiky z kostrového hrobu u Štítar, který umožnil lépe poznat další vývoj mladší doby bronzové do její závěrečné fáze. Kultura je rozšířena na většině území předcházející knovízské kultury, na kterou v mnohých ohledech navazuje. Zdá se, že největší rozdíl od předchozího vývoje spočívá ve větším rozdělení tehdejší společnosti, neboť v sídlištích se setkáváme s uspořádáním objektů do skupin menších dvorců. Vedle sloupových staveb také existuje řada dalších typů objektů obytného a užitného charakteru, jejichž část je zahloubena pod povrch. Změna nastala i v pohřbívání zemřelých, neboť žárový způsob pohřbívání se změnil na pohřby těl, vybavených zbraněmi a dalšími atributy náčelnické či válečnické skupiny. Tyto pohřby jsou předobrazem následného vývoje v kultuře bylanské.
V roce 1902 byly u silnice ke Kolínu nalezeny J. L. Píčem bronzové šperky z kostrových hrobů ze 4.–3. století př. n. l. a rotační žernov z 2.–1. století př. n. l. (uloženy v muzeu v Kolíně) z doby keltské. Ve 30. letech 20. století zajistil František Dvořák střepový materiál ze sídlištních jam ze 4.–1. století př. n. l. (uložen v kolínském muzeu) a v roce 1980 byl severozápadně od obce nalezen atypický střep a skleněný prsten z fialového skla s vtavenými žlutými nitěmi z 2. století př. n. l. (v soukromé sbírce).

## Obyvatelstvo
| Rok            | 1869 | 1880 | 1890 | 1900 | 1910 | 1921 | 1930 | 1950 | 1961 | 1970 | 1980 | 1991 | 2001 | 2011 | 2021 |
| -------------- | ---- | ---- | ---- | ---- | ---- | ---- | ---- | ---- | ---- | ---- | ---- | ---- | ---- | ---- | ---- |
| Počet obyvatel | 274  | 304  | 298  | 296  | 361  | 397  | 380  | 301  | 310  | 282  | 340  | 376  | 389  | 576  | 787  |
| Počet domů     | 39   | 41   | 43   | 43   | 42   | 51   | 68   | 76   | 77   | 82   | 84   | 108  | 113  | 166  | 232  |

## Obecní správa
Při sčítání lidu v letech 1850–1899 Štítary byly osadou města Kolín ve stejnojmenném okrese. V letech 1900–1963 byly samostatnou obcí v okrese Kolín. Od roku 1964 jsou opět částí města Kolín ve stejnojmenném okrese.

## Tvrz
Tvrz je poprvé doložena v roce 1501, kdy ji Jakub Štítarský ze Štítar spolu s dvorem postupoval Martinovi Smolíkovi z Radovesnic. Smolíkům z Radovesnic náležely Štítary až do roku 1587, kdy zemřela bez potomků Kateřina Smolíková, provdaná za Samuela Freusichselbsta, který rovněž zemřel v témže roce. O jejich dědictví došlo ke sporům a nakonec je koupilo město Kolín. Za městské vlády byla tvrz udržována a sloužila hospodářským potřebám dvora. Připomíná se ještě v roce 1753, kdy město Kolín pronajímalo štítarský dvůr měšťanům Janu Wildlovi a Antonínovi Neumanovi. Tehdy to byla jednopatrová zděná budova krytá šindelovou střechou, stojící uprostřed dvora. Byla nazývána parkán. V roce 1778 byl štítarský dvůr zrušen, pozemky rozparcelovány a budovy přestavěny na obydlí nových pozemkových vlastníků. Touto parcelací dvora vznikla dnešní ves Štítary, současně však zanikla tvrz.

## Významní rodáci
- Matěj Blecha (1861–1919), český architekt a stavitel.

## Další fotografie

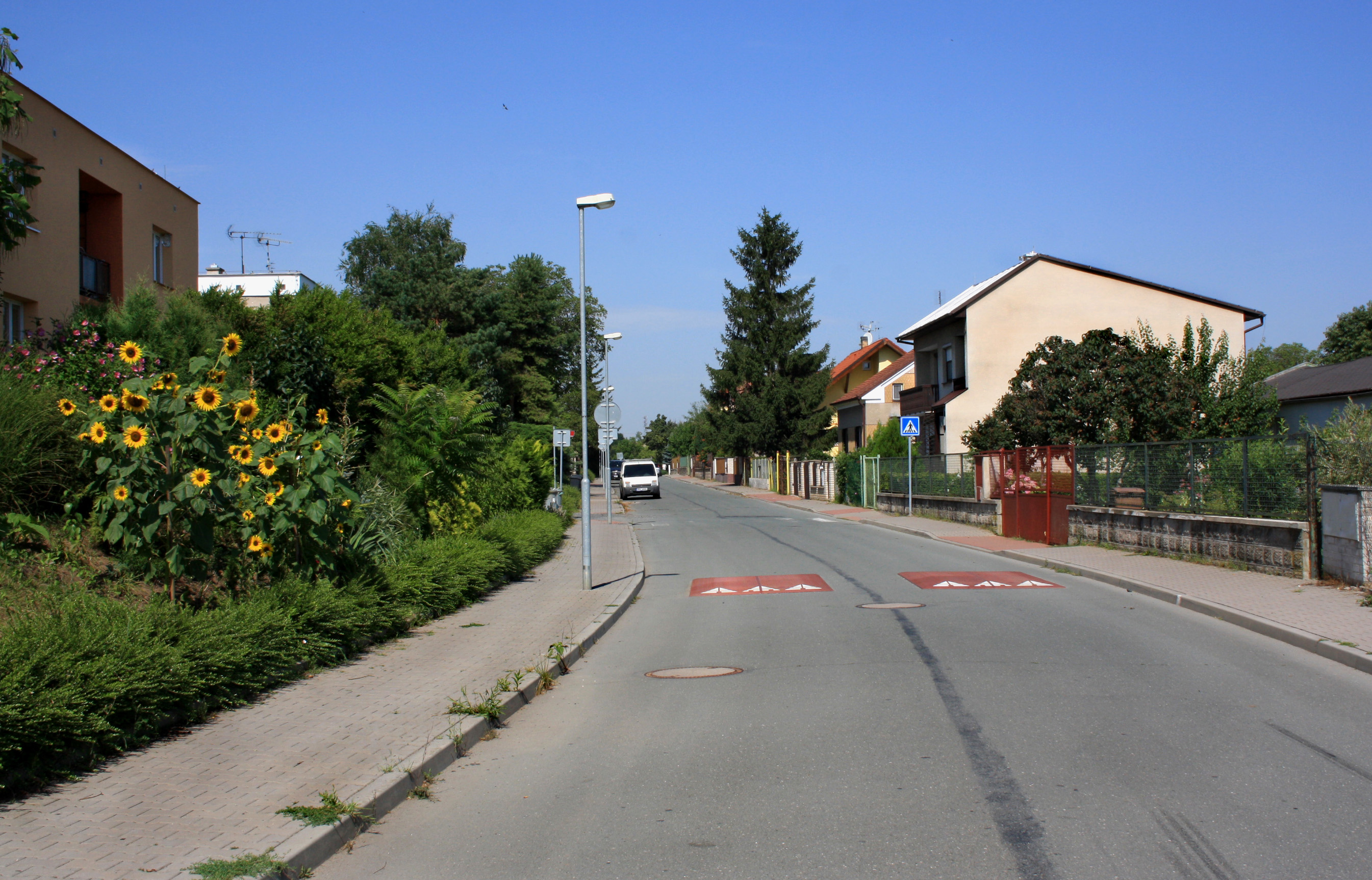
Ulice Za Školou
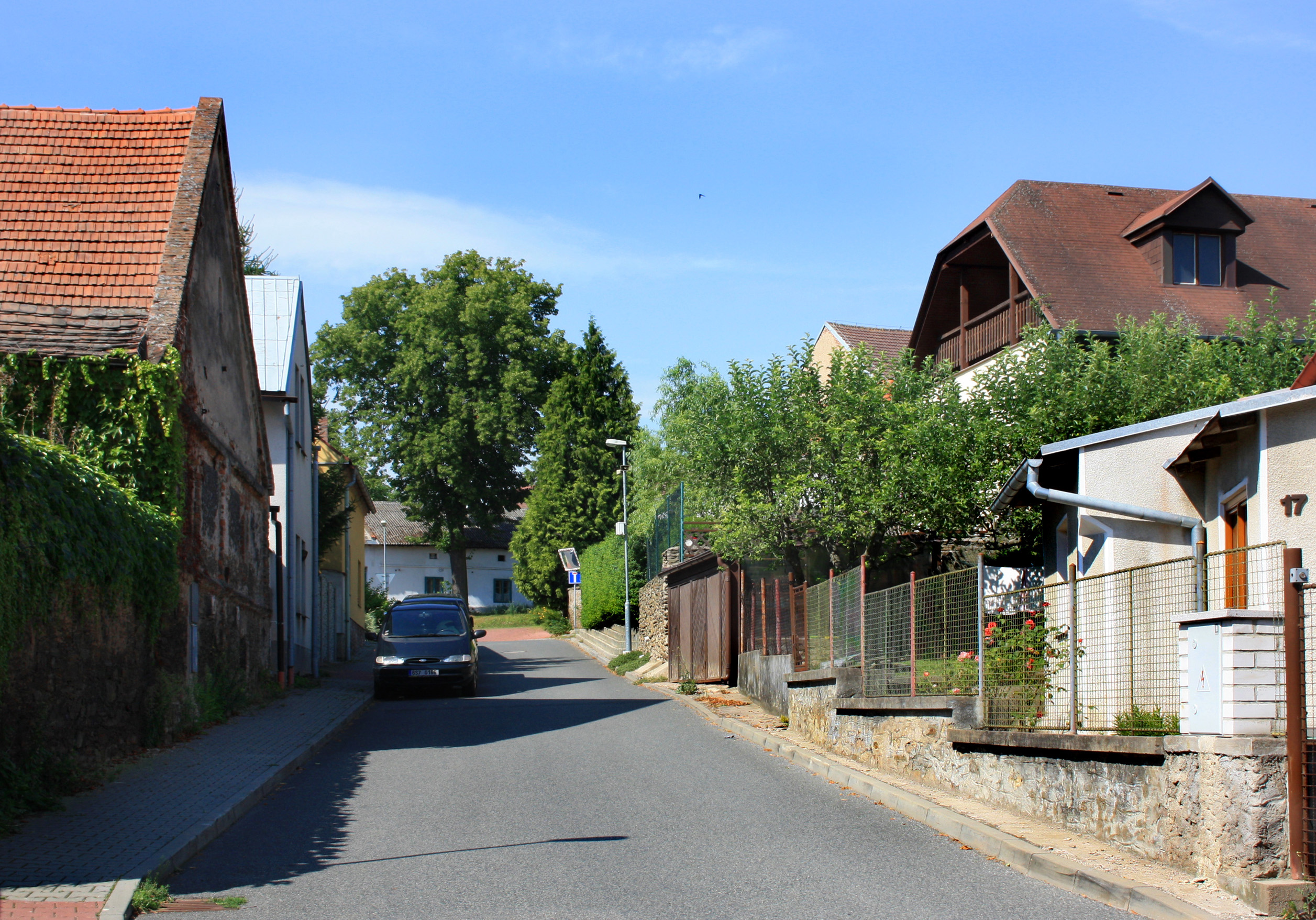
Postranní ulice Ke Hřišti
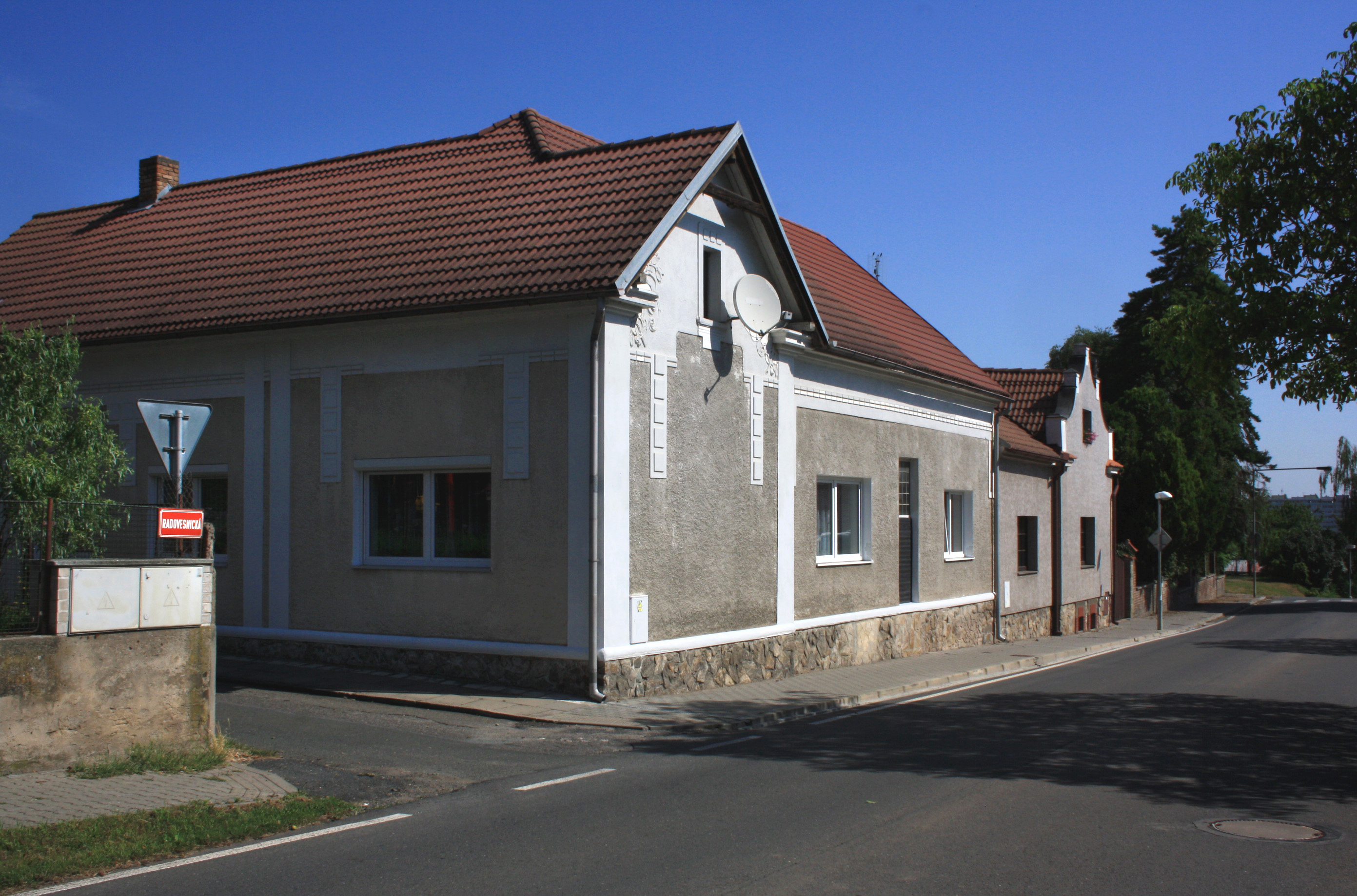
Radovesnická ulice